# آرامگاه قاضی اسد
بقعه قاضی اسد در کاشان، انتهای خیابان فاضل نراقی واقع شده و این اثر در تاریخ ۱۶ مرداد ۱۳۵۷ با شمارهٔ ثبت ۱۶۳۱ به‌عنوان یکی از آثار ملی ایران به ثبت رسیده است.